# Institut supérieur du management public et politique
L'Institut supérieur du management public et politique (ISMaPP) est un établissement d'enseignement supérieur parisien formant à la stratégie et à la décision publique et politique. Il délivre une licence en science politique et management public et un master en stratégie et décision publique et politique reconnu par l'État.
Il forme des managers publics qui s'orientent vers des emplois tels que chargé de mission au sein de collectivités territoriales, membre de cabinet ministériel, assistant parlementaire, directeur de cabinet, Responsable Affaires publiques en entreprise etc. Cette école forme au droit public, aux sciences politiques et la gestion.

## Conditions d'admission
Recrutant majoritairement des étudiants issus de classes préparatoires aux grandes écoles (CPGE), l'institut est membre de la Banque d'épreuves littéraires (BEL) et de la BLSES.
Partenaire de l'École normale supérieure de Lyon, l'ISMaPP peut être intégrée via le concours d'entrée aux ENS. Le cycle grande école se déroule en trois ans (post bac+2).

## Carrières & Emplois
L’ISMaPP est une école qui prépare aux métiers et carrières des administrations publiques et parapubliques, de la communication politique, des ONG et des affaires publiques françaises et européennes. Rassemblant une Communauté de plus 500 diplômés au sein d’un réseau d’Anciens, elle constitue une référence auprès des employeurs de la sphère publique et des entreprises intégrant dans leurs équipes des experts en Stratégie et Décision publique et politique.
Environ 70 % des diplômés s’insèrent dans le secteur public, en particulier dans des métiers liés au management politique (attachés à un mandat politique dans une collectivité, un cabinet, etc.) ou au management des organisations publiques (administrations centrales, territoriales, etc.). Viennent ensuite les secteurs de l’intermédiation public/privé (le lobbying, la communication politique, le consulting) et le monde non marchand (fondations, ONG, etc.)

### Corps enseignant
Les matières sont dispensées par des professionnels du secteur privé, par des hauts fonctionnaires d'État et territoriaux, des professeurs de Sciences Po Paris, de Paris II, des normaliens, des docteurs en droit et en sciences politiques, des énarques, etc. Parmi les professeurs qui y enseignent[source secondaire souhaitée] :
- François Lafargue,
- Pascal Riou,
- Christophe Soullez.
- Aurélien Pradié, Député et secrétaire général Les Républicains ;

## Filières
L’écosystème de la sphère publique comprend les filières suivantes :
- Institutions européennes
- Représentations étrangères auprès de l’Union européenne
- Institutions publiques ou politiques
- Collectivités territoriales
- Secteur péri et parapublic
- Secteur économique
- O.N.G / Secteur associatif

### Diplôme visé
Revêtus du visa de l’État, les diplômes délivrés par l'Ismapp bénéficient de la garantie de l'État ; ils sont délivrés par l'école au nom de l'État. 
| ISMaPP   |                                                                                    |      | |
|          | RECONNAISSANCE PAR L'ETAT                                                          | ECTS | CERTIFICATION PROFESSIONNELLE DU TITRE |
| -------- | ---------------------------------------------------------------------------------- | ---- | --- |
| Statut   | OUI                                                                                | OUI  | OUI |
| Normes   | Arrêté du 31 mars 2008, publié au JO du 11 avril 2008                              |      | - Arrêté du 17 juillet 2015, publié au JO du 25 juillet 2015 portant enregistrement au RNCP'- Titre de Niveau I : "Manager des affaires publiques" est délivré par l'ISMaPP. |
| Intitulé | Diplôme d'Études supérieure (BAC+5) en stratégie et décision publique et politique |      | Depuis mars 2005, l'ISMaPP délivre un Titre de Niveau I "Manager des Affaires publiques"                                                                                     |
| Autres   |                                                                                    |      | Eligibilité aux contrats par alternance |

## Partenariats

### BEL
L'ISMaPP est membre fondateur de la Banque d'Epreuves Littéraires (BEL) aux concours d'entrée aux Ecoles Normales supérieures. 
Le profil des élèves qui intègrent l’établissement : principalement des littéraires, en effet environ 60 % des admis sont des khâgneux contre 30 % de profils universitaires (filières droit, économie, histoire, science politique, lettres, philosophie). Cela s’explique selon Hervé Poulet puisque "Les qualités rédactionnelles, le goût de l’écriture, ou encore la culture littéraire sont cruciales pour travailler au cœur de la chose publique."

### Erasmus
L'ISMaPP est membre de la Charte ERASMUS, ouvrant accès aux bourses ERASMUS

## Promotions et parrains de promotions
Diplôme d'établissement (BAC+5) en stratégie et décision publique et politique (Paris) :
| Années    | Promotion          | Parrain            |
| --------- | ------------------ | ------------------ |
| 1997-1998 |                    | Jean-Paul Delevoye |
| 1998-1999 |                    | Jean-Paul Delevoye |
| 1999-2000 |                    | Christine Lagarde  |
| 2000-2001 |                    | Christine Lagarde  |
| 2001-2002 |                    | Michel de Fabiani  |
| 2002-2003 |                    | Michel de Fabiani  |
| 2003-2004 |                    | Robert Badinter    |
| 2004-2005 |                    | Simone Veil        |
| 2005-2006 |                    | Azouz Begag        |
| 2006-2007 |                    | Christian Jacob    |
| 2007-2008 |                    | Anne Méaux         |
| 2011-2012 | Philippe Seguin    |                    |
| 2012-2013 | Jean Monnet        |                    |
| 2013-2014 | Charles de Gaulle  |                    |
| 2014-2015 | Albert Camus       |                    |
| 2015-2016 | Saint-Exupéry      |                    |
| 2016-2017 | Nelson Mandela     |                    |
| 2017-2018 | Pierre Desproges   |                    |
| 2018-2019 | Rosa Parks         |                    |
| 2019-2020 | Simone de Beauvoir |                    |
| 2020-2021 | Charles Péguy      |                    |
| 2021-2022 | Joseph Kessel      |                    |
| 2022-2023 | Marion Créhange    |                    |

Master ISMaPP en stratégie et décision publique et politique (Bruxelles) :
| Années    | Parrain                                 |
| --------- | --------------------------------------- |
| 2000-2001 | Gianfranco Dell'Alba                    |
| 2001-2002 | Valéry Giscard d'Estaing                |
| 2002-2003 | François-Xavier de Donnea               |
| 2003-2004 | Danuta Hübner                           |
| 2004-2005 | Margot Wallström                        |
| 2005-2006 | Álvaro Gil-Robles                       |
| 2006-2007 | Sandro Gozi                             |
| 2007-2008 | Christophe Caresche et Pierre Lequiller |

Fin du MBA à Bruxelles en 2010.